# Xove
Jove (w jęz. galicyjskim Xove) – miasto położone na wybrzeżu Zatoki Biskajskiej w Hiszpanii we wspólnocie autonomicznej Galicja w prowincji Lugo. Liczy 3,5 tys. mieszkańców.

## Transport
W Xove mieści się stacja kolejowa na wąskotorowej linii FEVE.